# Sollentuna samrealskola och kommunala gymnasium
Sollentuna samrealskola och kommunala gymnasium var ett läroverk i Sollentuna verksamt från 1943 till 1968.

## Historia
Skolan började 1943 som en kommunal mellanskola som mellan åren 1948 och 1951 omvandlades till en samrealskola.
1960 tillkom ett kommunalt gymnasium. Skolan kommunaliserades 1966 och namnändrades då till Häggviksskolan varur sedan gymnasiedelen i slutet av 1960-talet överfördes till Rudbecksskolan.  Studentexamen gavs från 1963 till 1968 och realexamen troligtvis från mitten av 1940-talet till 1964.
Skolbyggnaden tillkom 1955-56.